# Valina
Valina war eine österreichische Indie-Rock-Band aus Linz, die von 1995 bis 2016 aktiv war. Seit der Veröffentlichung ihres Debütalbums im Jahr 2000 spielte die Band zahlreiche Tourneen und Konzerte in ganz Europa sowie in den Vereinigten Staaten, aber auch in Russland, Lettland, Türkei, Mexiko und Südamerika (Brasilien, Argentinien und Chile). Die Full-Length-Alben Vagabond, A Tempo! A Tempo!, Container und In Position wurden von Steve Albini im Electrical Audio Studio in Chicago aufgenommen. Die meisten Tonträger von Valina wurden auf dem österreichischen Indie-Label Trost Records veröffentlicht.

## Diskografie (Auswahl)
- 2000: Into Arsenal of Codes (LP/CD)
- 2002: ship to escape (7″)
- 2003: Vagabond (LP/CD)
- 2005: Epode (pic.12″/CDEP)
- 2008: A Tempo! A Tempo! (DLP/CD)
- 2014: Container (LP/CD)
- 2016: In Position (LP/CD)